# 大阪府立中之島図書館
大阪府立中之島図書館（おおさかふりつなかのしまとしょかん、Osaka Prefectural Nakanoshima Library）は、大阪府大阪市北区中之島一丁目にある公共図書館である。大阪府内に2館ある大阪府立図書館の1館である。
蔵書数は約55万冊。東大阪市の大阪府立中央図書館が一般書から学術書まで幅広い分野の本を所蔵しているのに対し、中之島図書館は古文書や大阪関連の文献、ビジネス関係分野の書籍・資料に特化している。1904年（明治37年）竣工の建物は重要文化財に指定されている。

## 沿革

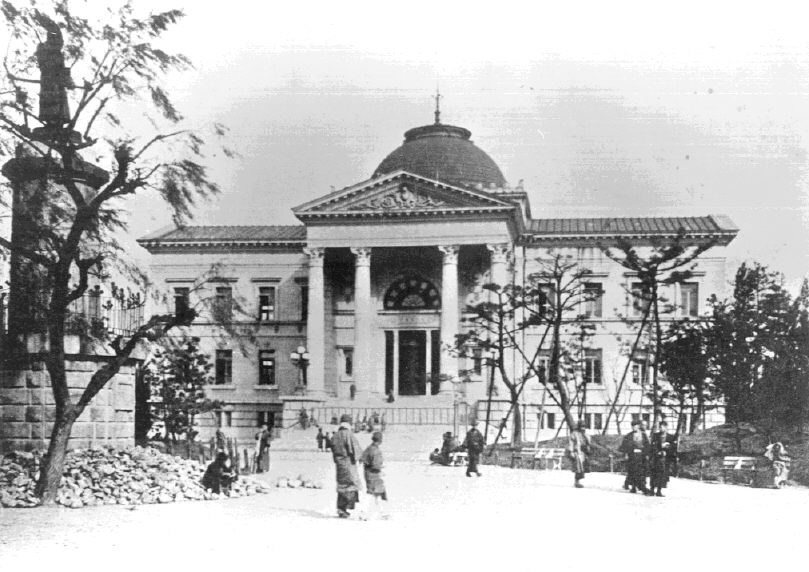
1909年の中之島図書館

住友家により建築、寄贈され、1904年に「大阪図書館」として開館した。設計は野口孫市、日高胖。同年2月25日、開館式を挙行。
大阪図書館は、開館直後の1906年に「大阪府立図書館」と改称。以来、長らく唯一の府立図書館であったが、1945年に大原社会問題研究所から蔵書の寄贈を受けたことで、1950年、同研究所跡地に天王寺分館を建設し蔵書の管理・収集に充てた。1974年に大阪府立図書館は「大阪府立中之島図書館」に、天王寺分館は「大阪府立夕陽丘図書館」に名称を変更している。中之島図書館が国の重要文化財に指定されたのはこの年である。
1996年、東大阪市に大阪府立中央図書館が開館。これに伴い、中之島図書館の一般蔵書の大半と夕陽丘図書館の蔵書約60万冊（特許資料関係を除く）を中央図書館に移設。両図書館で収集してきた内外特許資料・科学技術資料は、閉館した夕陽丘図書館の建物を流用して新設された大阪府立特許情報センターに移された。
2004年から、中之島図書館はビジネスマンに様々な情報を提供する「ビジネス支援サービス」を開始。別館では、関西大学が法科大学院のサテライト教室として「リーガルクリニック」授業を開講し、大阪府立大学大学院看護学研究科および同総合リハビリテーション学研究科が社会人向けにサテライト大学院を開講している。大阪市はこれまで「図書館としての機能を果たす限り土地を無償貸与する」との誓約を結んでいたが、これらの事業展開は本来の図書館から逸脱しているとして、土地使用料の徴収を開始した。
ただし、2003年から施工されていた京阪中之島線事業に伴い、同線が北区中之島1丁目地内を通過することから用地調査が行われたところ、中之島1丁目地内の地籍図が混乱しており、その中に中之島図書館が存在する場所に該当と思われる大阪府名義の「北区中之島1丁目3番」の土地が存在することが判明している。その後大阪市公文書館から市有地との交換を証明する資料が発見され、「北区中之島1丁目3番」の土地が大阪市名義であることが確定した。

## 建築
ネオ・ルネサンス式の建物である。 1904年に本館が竣工したのち、1922年に左右の棟が増築され、その後も増改築が行われた。
本館は大阪大空襲の戦災からも免れ、幾度かの書庫の増築を経て、今も残っている。1974年、本館と左右の両翼が共に国の重要文化財に指定された。

## 開館日時
- 平日：午前9時から午後8時
- 土曜：午前9時から午後5時

デジタル情報室入館受付やマイクロフィルムなどの資料請求・利用申し込みは閉館30分前で締め切り
- 休館：原則として日曜、祝日・振り替え休日、年末年始（その他館内の書庫整理により、3月・6月・10月のそれぞれ第2木曜日が臨時休館）

## アクセス
大阪市役所と大阪市中央公会堂に挟まれる形で建っている。
- なにわ橋駅（京阪中之島線）
- 淀屋橋駅（京阪本線・Osaka Metro御堂筋線）

## 建物の改修と活用
2012年6月19日、大阪府知事の松井一郎と大阪市長の橋下徹による府市統合本部の会合で、中之島図書館を廃止することを表明したと報じられたが、図書館を管轄する大阪府教育委員会によると、今後建物をどう活用するかの案の一つとして出ただけで、実際には何も決まっていなかった。
2013年11月20日、松井知事が会見で「図書館機能を堅持しつつ、魅力あるものにする」と中之島図書館の存続を表明。2014年まで耐震補強と外壁リニューアル工事を行い、2015年4月から利用が再開された。
上記方針に基づき、図書館を中之島地区の文化ステーションとしての役割や利用者サービスを向上させるため、2015年に指定管理者制度を導入。株式会社アスウェル（大阪府羽曳野市）を選定した。雑貨や文具などを販売するライブラリーショップが充実されたほか、デンマークの郷土料理の一つであるスモーブローを提供するカフェ「スモーブロー キッチン ナカノシマ」が併設された。スモーブローを専門に提供する店としては、西日本で最初の店舗となる。

## ギャラリー

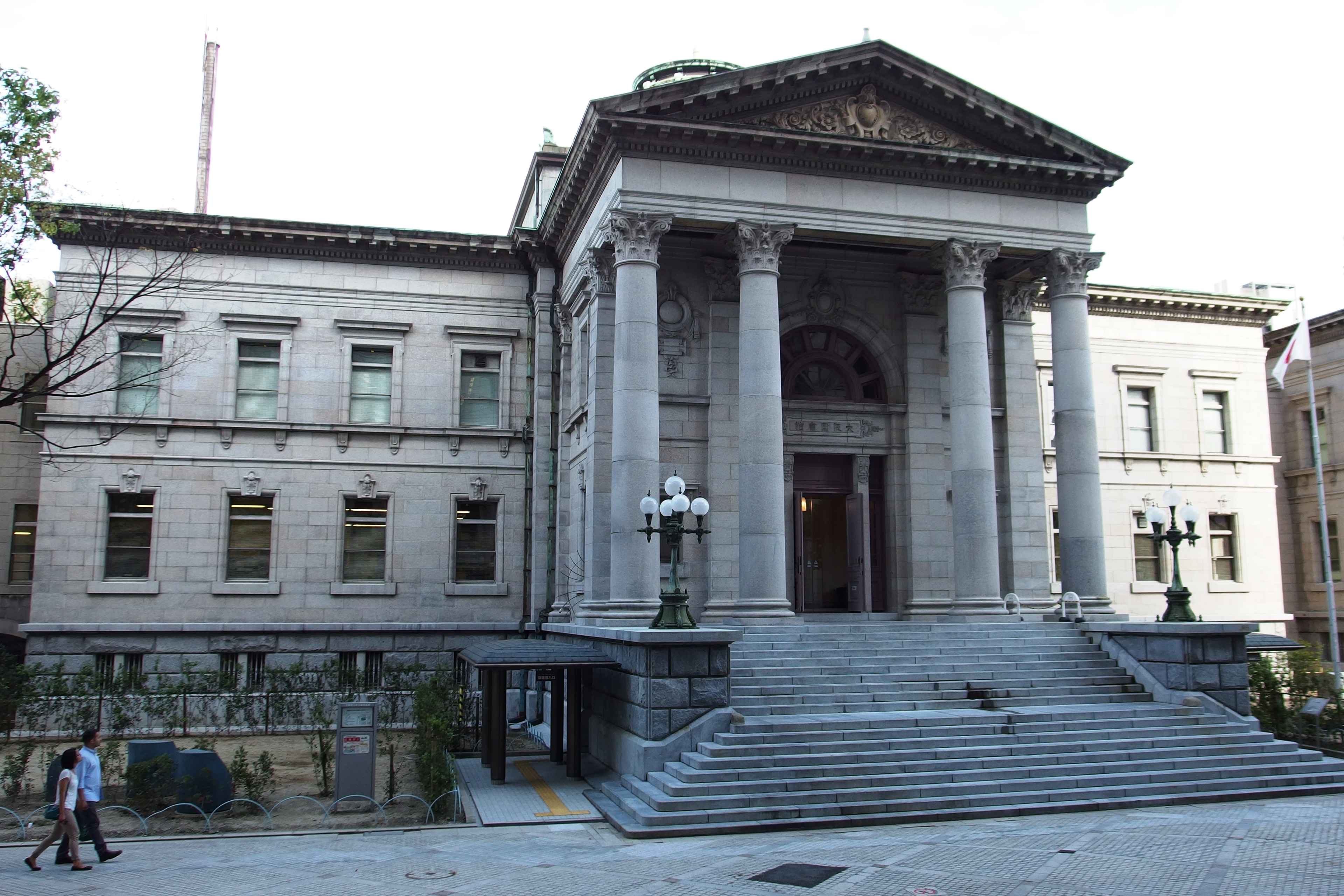
北西から
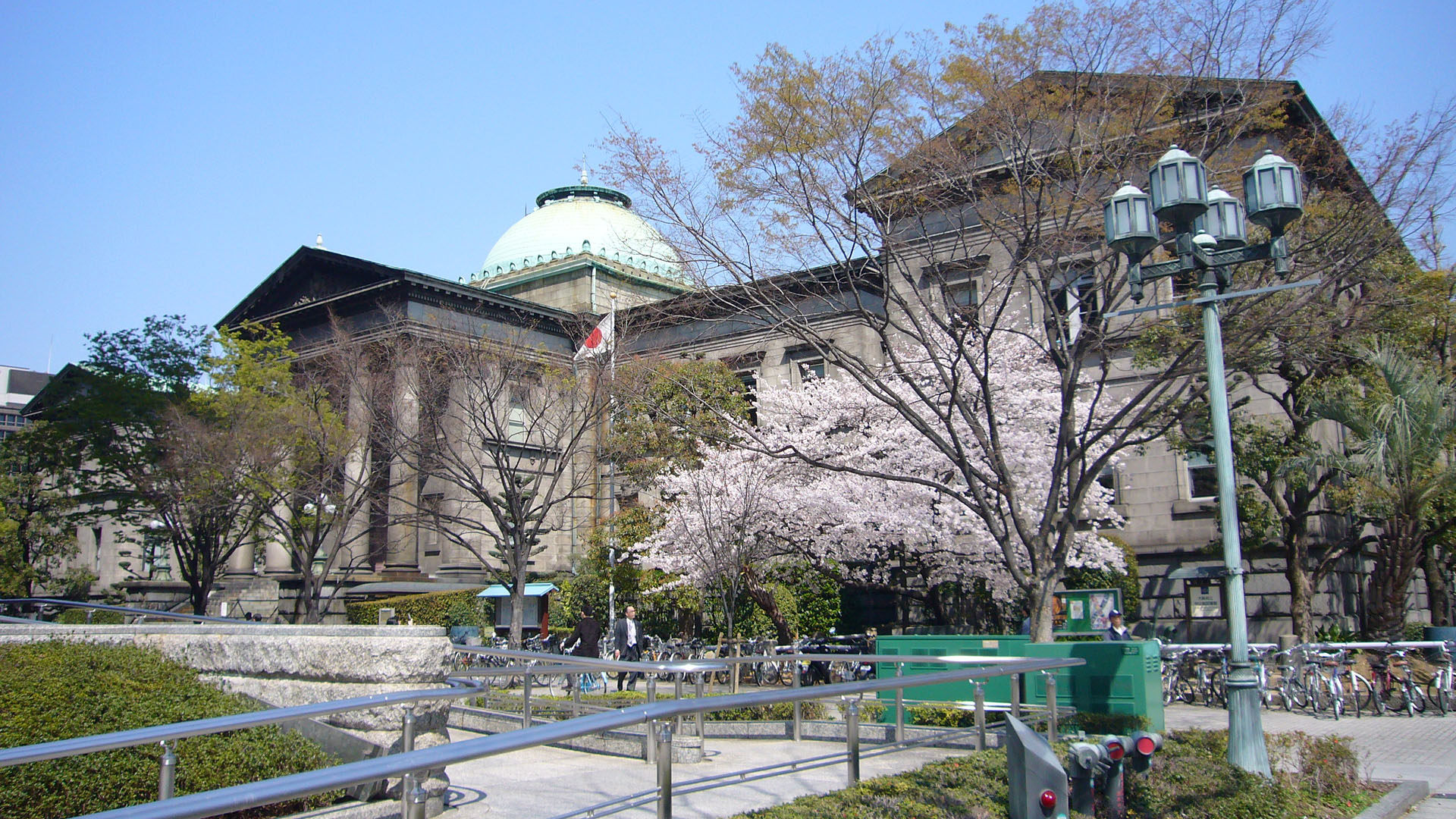
南西から
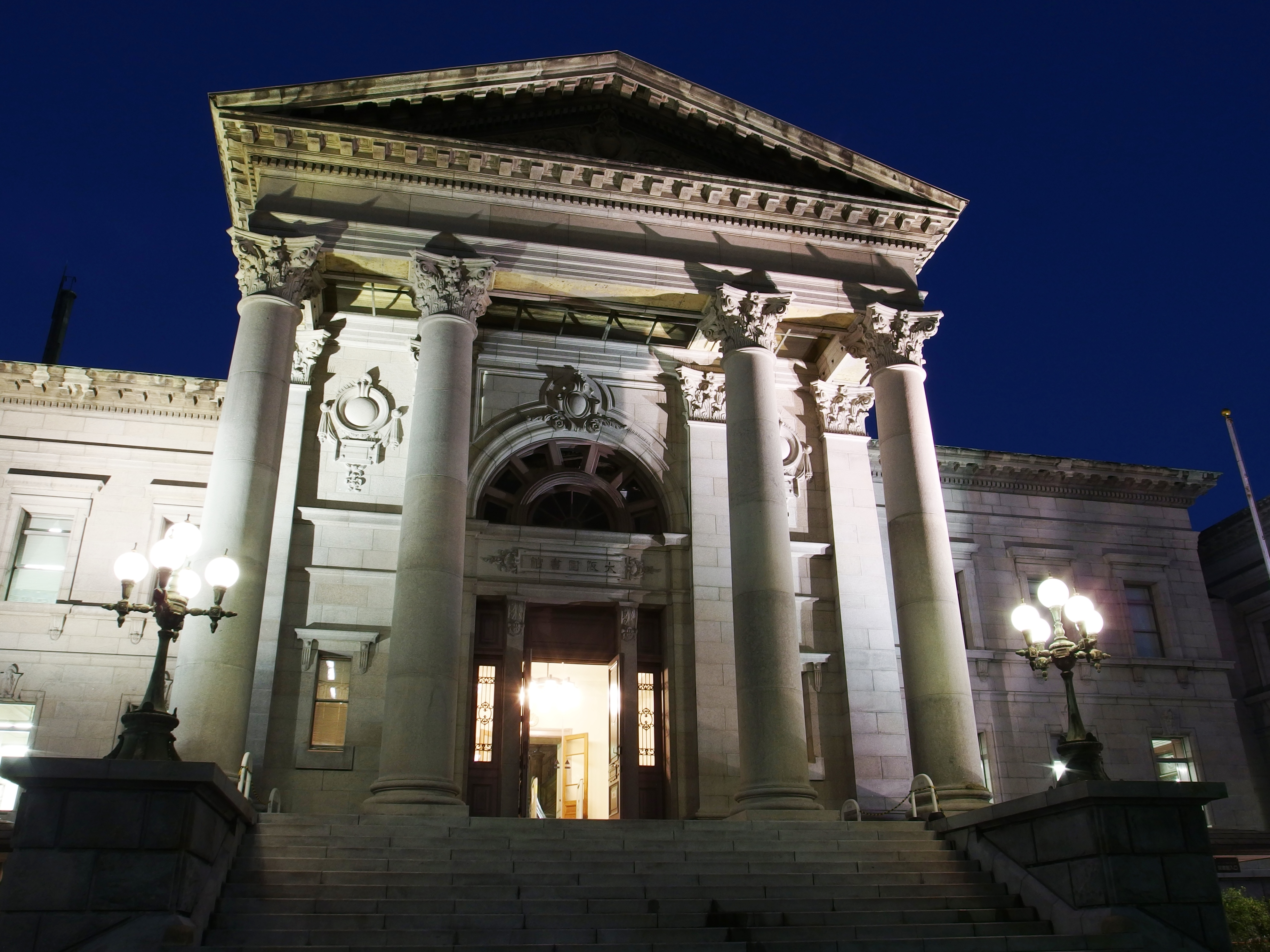
正面入口の夜景
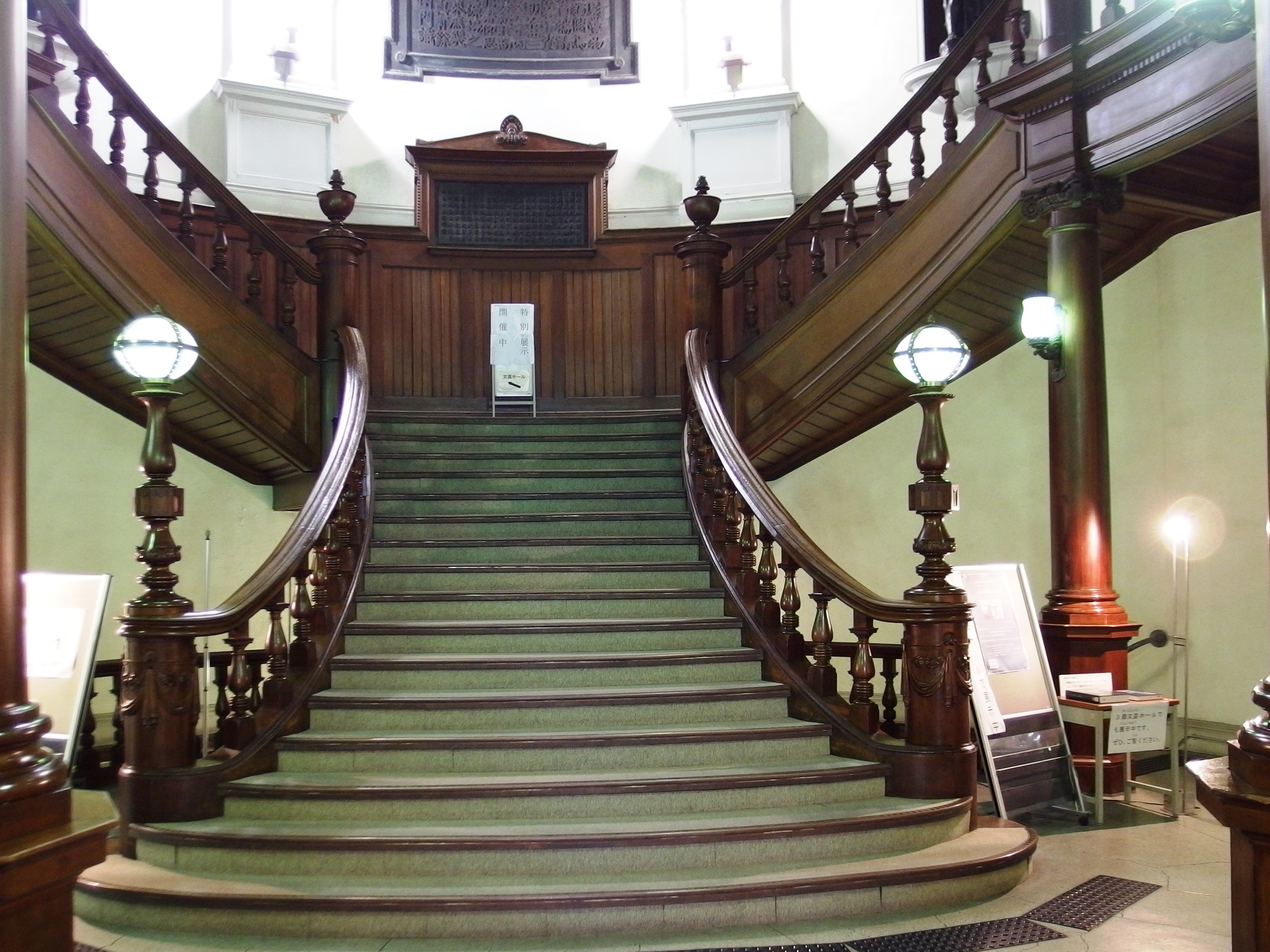
中央ホール
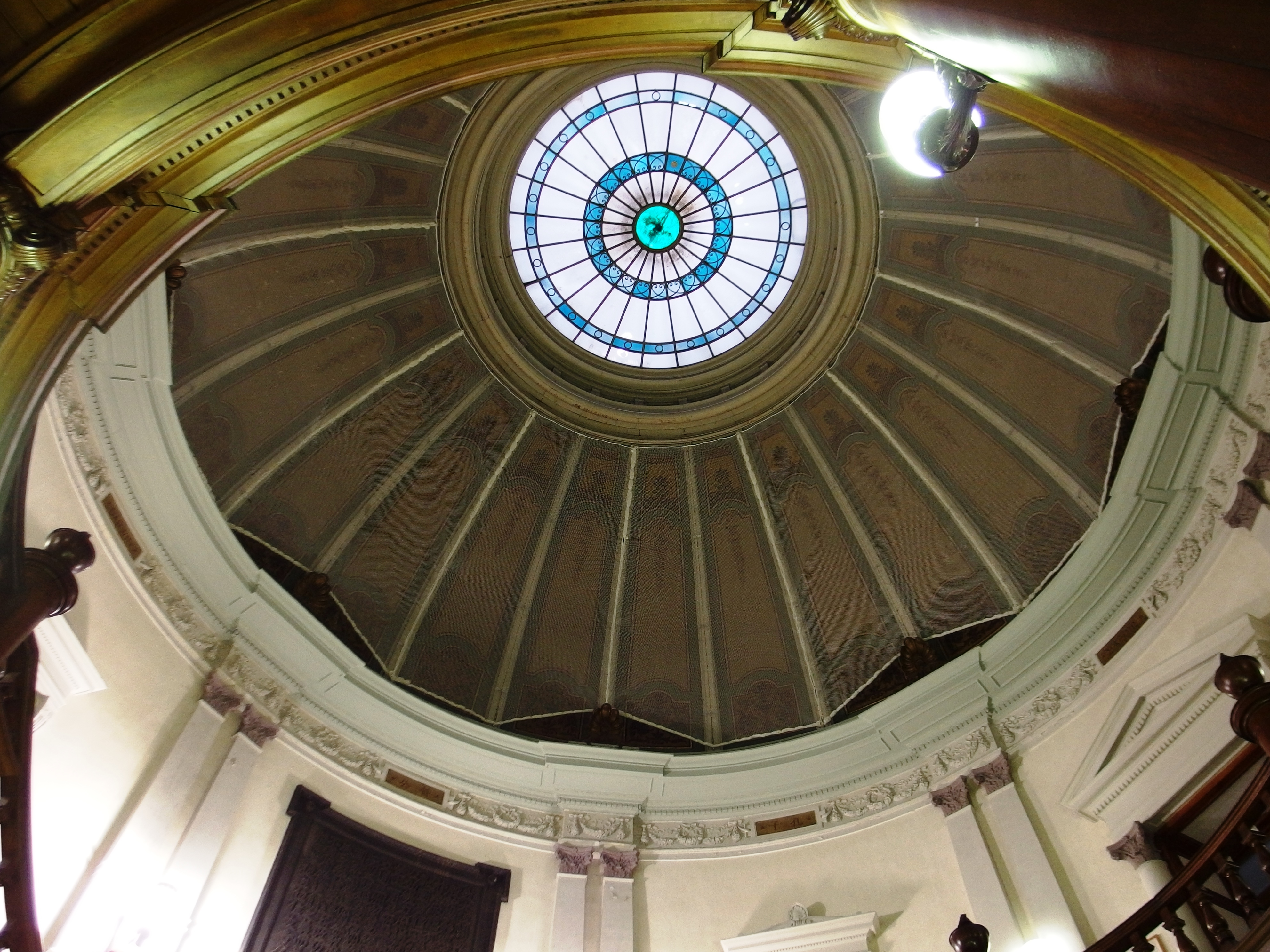
中央ホールの天井部分